# Борщова Олена Сергіївна
Олена Сергіївна Борщова (у шлюбі — Юшкевич; нар. 11 квітня 1981, Нальчик , Кабардино-Балкарська АРСР) — російська актриса комедійного жанру. Учасниця команди КВК «Збірна П'ятигорська» (2000—2006), колишня учасниця шоу Comedy Woman (2008—2012, 2016).

## Життєпис
Батьки Олени познайомилися в Москві будучи студентами. Її мати, Тетяна Віталіївна Борщова, навчалася в Тимирязєвській сільськогосподарській академії, а батько, панамець Хуліо Санта-Марія Герра, навчався в Російському університеті дружби народів (РУДН). Пара незабаром розлучилася, Хуліо поїхав до Панами, а Тетяна повернулася додому в Нальчик, де 11 квітня 1981 року в неї народилася донька Олена. Про батька Олена вперше дізналася лише в 10 років, а зустрілася з ним тільки в 2010-х роках у Нідерландах, де він здобував докторський ступінь.
У 1998 році після закінчення школи вступила до П'ятигорського державного лінгвістичного університету, на факультет іспанської та англійської мов. У віці 18 років розшукала свого батька через посольство Панами. У 1999 році дебютувала у складі університетської команди КВК «Хлопці Бернардацці» .
З 2000 року виступала за команду «Збірна П'ятигорська». Вже в перший рік команда стала переможцем Центральної Слобожанської ліги КВК. А через два роки (у 2002) — фіналістом Української Ліги. Вдалий виступ у Києві запам'ятався продюсерам Вищої ліги КВК. У 2003 році молодих артистів запросили на Юрмальський фестиваль «Голосящий Ківін», а потім і до Вищої ліги КВК. А згодом у складі своєї команди стала чемпіоном Вищої ліги КВК, володарем Літнього кубка КВК та інших нагород. Олена Борщова виділялася своєю нестандартною зовнішністю і високим зростом — 181 см. У КВК сама вигадувала жарти й номери.
У 2003 році закінчила університет за фахом «Лінгвіст. Викладач іспанської та англійської мов». Близько року працювала фахівцем із зовнішньоекономічних зв'язків.
У 2005 році одружилася, а дещо згодом, разом із чоловіком переїхала до Москви.
З 2006 року на запрошення Наталії Єпрікян брала участь у клубному гумористичному проєкті Made in woman, який у 2008 році переріс у телевізійне шоу Comedy Woman на телеканалі ТНТ. Взяла собі сценічний псевдонім Олена Хульївна Санта-Марія Герра — за іменем батька.
У травні 2012 року, після закінчення терміну контракту, Олена Борщова покинула шоу Comedy Woman і вирішила зайнятися сольними проєктами. Вона стала вести авторський майстер-клас «Як розвинути в собі почуття гумору». Організувала кулінарно-гумористичне шоу «Кухарка-ха», яке проходить в ресторанах Москви. Веде різні корпоративні заходи.
Брала участь у декількох телевізійних передачах: «Таксі» та «Їж і худни» на ТНТ; «Нехай говорять», «Форт Буаяр», «Велика різниця» на Першому каналі; «Хороші жарти», «Слава Богу, ти прийшов!», «Історії в деталях», «Це моя дитина?!», «Велике питання» на СТС. Знялася в рекламному ролику крапель від нежитю ксиліт.
У вересні 2014 року вийшов кліп Олени на пісню «Кастинг».
2 грудня 2016 року в 46-у випуску 7-го сезону Comedy Woman Олена Борщова повернулася до шоу на один випуск.

## Особисте життя
У 2004 році Олена Борщова познайомилася зі своїм майбутнім чоловіком, тренером з фітнесу Валерієм Юшкевичем. 2 липня 2005 року вони одружилися, і Олена взяла прізвище чоловіка.
15 березня 2007 року в них народилася донька Марта. Восени 2014 року стало відомо, що Олена чекає другу дитину. Щоб завагітніти вдруге, гумористка та її чоловікові довелося вдатися до допомоги ЕКО. Дівчинка, яку Олена Борщова назвала Умою, з'явилася на світ 1 квітня 2015 року .

## Фільмографія
- 2011 — Найкращий фільм 3-ДЕ[14]
- 2014 — Що творять чоловіки! 2 — Зоя
- 2016 — Все про чоловіків — Катерина, дружина Андрія

## Відеографія
- 2014 — «Кастинг»